# Ottavio Dantone
Ottavio Dantone (ca. 1960) is een Italiaans dirigent en klavecinist en pianofortespeler.

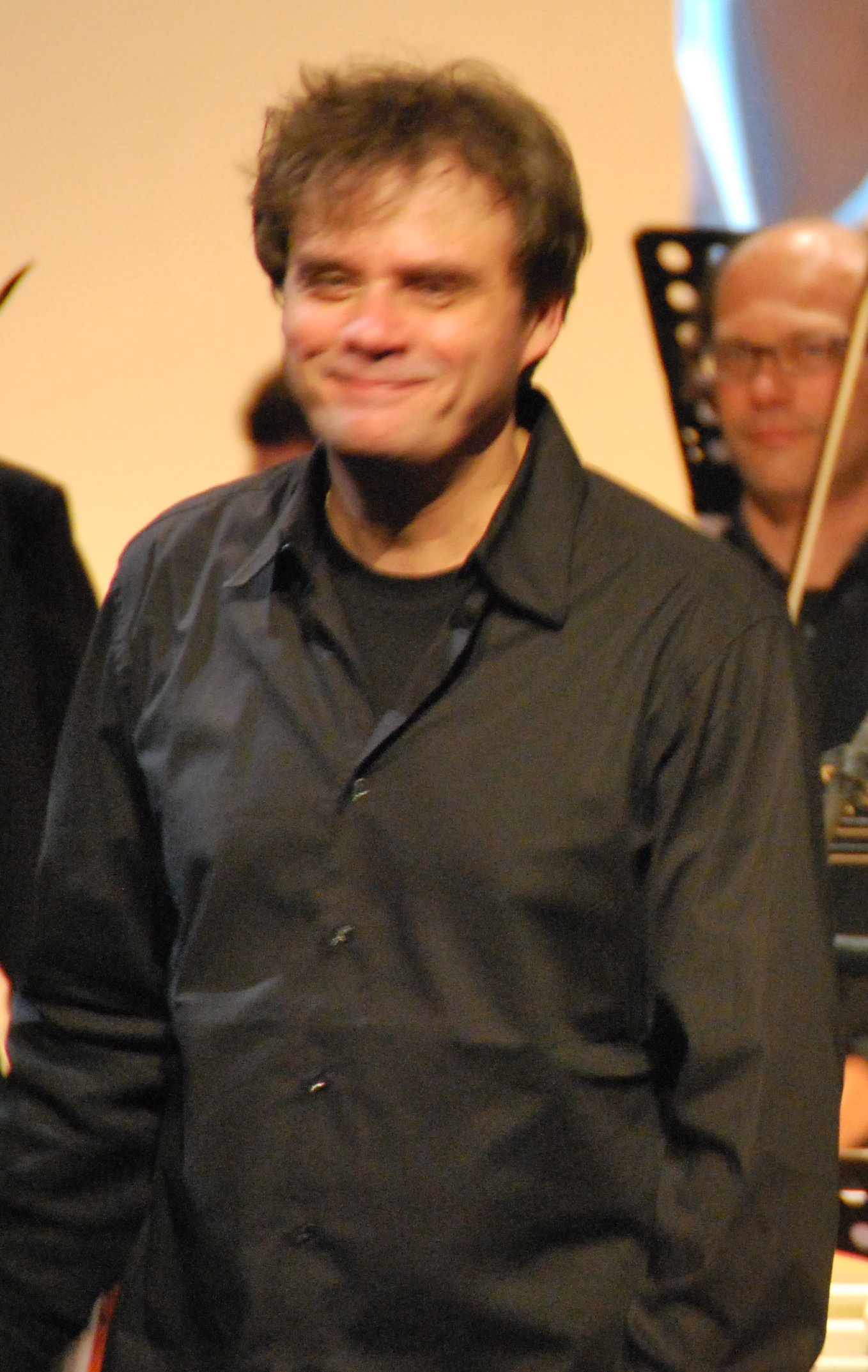
Ottavio Dantone

## Levensloop
Dantone studeerde aan het Conservatorium Giuseppe Verdi in Milaan. Hij leerde er orgel en klavecimbel.
In 1985 behaalde hij de Derde prijs in de internationale klavecimbelwedstrijd in het kader van het Festival Musica Antiqua in Brugge. In 1986 was hij laureaat basso continuo in het internationaal concours in Parijs.
In 1989 trad hij toe tot het ensemble Accademia Bizantina als klavecinist en in 1996 werd hij muzikaal en artistiek leider van dit ensemble. 
Hij begon zijn carrière als operadirigent in 1999 met de première voor deze tijd van Giuseppe Sarti's Giulio Sabino in het gemeentelijk theater Dante Alighieri van Ravenna. Hij debuteerde in La Scala in 2005 als dirigent van Händels Rinaldo.

## Discografie
- Domenico Scarlatti: de integrale van de sonates
- Settecento Veneziano – Accademia Bizantina, Ottavio Dantone (dirigent)
- Sarti: Giulio Sabino – Accademia Bizantina, Ottavio Dantone (dirigent)
- Vivaldi: Tito Manlio – Nicola Ulivieri, Karina Gauvin, Ann Hallenberg, Marijana Mijanovic, Debora Beronesi, Barbara Di Castri; Accademia Bizantina, Ottavio Dantone (dirigent)
- Il Giardino Armonico, Music of the French Baroque, Giovanni Antonini (flute), Luca Pianca (lute), Enrico Onofri (violin), Vittorio Ghielmi (viola da gamba), Ottavio Dantone (harpsichord).